# Ostatni Mohikanin (ścieżka dźwiękowa)
Ostatni Mohikanin (ang. The Last of the Mohicans – Original Motion Picture Soundtrack) – ścieżka dźwiękowa do filmu pod tym samym tytułem. Została wydana w 1992 przez Morgan Creek Production. Album był jednopłytowy i składał się z 16 utworów. Pierwszych 9 napisał Trevor Jones, kolejnych 6 – Randy Edelman. Ostatnia kompozycja na płycie to piosenka "I Will Find You" zespołu Clannad.
W 2000 roku przy współpracy dyrygenta Joela McNelly'ego z Royal Scottish National Orchestra dokonano re-recordingu, w efekcie czego powstał album składający się z 14 utworów (zmieniono m.in. kolejność utworów, zachowując tym samym chronologię pojawiania się w filmie).

## Wydanie z 1992 r.
1. "Main Title" - 1:44
2. "Elk Hunt" - 1:49
3. "The Kiss" - 2:47
4. "The Glade Part II" - 2:34
5. "Fort Battle" - 4:22
6. "Promentory" - 6:15
7. "Munro's Office/Stockade" - 2:30
8. "Massacre/Canoes" - 6:52
9. "Top of the World" - 2:43
10. "The Courier" - 2:27
11. "Cora" - 2:30
12. "River Walk and Discovery" - 5:30
13. "Parlay" - 3:46
14. "The British Arrival" - 2:00
15. "Pieces of a Story" - 4:58
16. "I Will Find You" (autorstwa Clannad) - 1:42

## Wydanie z 2000 r.
1. "Main Title" - 1:52
2. "Elk Hunt" - 1:50
3. "Bridge at Lacrosse" - 1:23
4. "Garden Scene" - 3:20
5. "Ambush" - 2:35
6. "The Glade" - 3:16
7. "Fort Battle" - 4:18
8. "The Courier" - 2:30
9. "The Kiss" - 2:49
10. "Stockade" - 2:47
11. "Massacre" - 6:54
12. "Ascent / Pursuit" - 3:06
13. "Promentory" - 5:38
14. "Top of the World" - 3:01

Źródło: